# Epic Games Store
L'Epic Games Store (ou boutique Epic Games) est une plateforme de distribution dématérialisée de jeux vidéo développée et exploitée par Epic Games, lancée le 6 décembre 2018.
La boutique héberge 1548 jeux et compte 68 millions d’utilisateurs actifs mensuels en 2022. Elle est accessible sous la forme d'un logiciel client pour Windows ou MacOS et d'une interface web.

## Historique

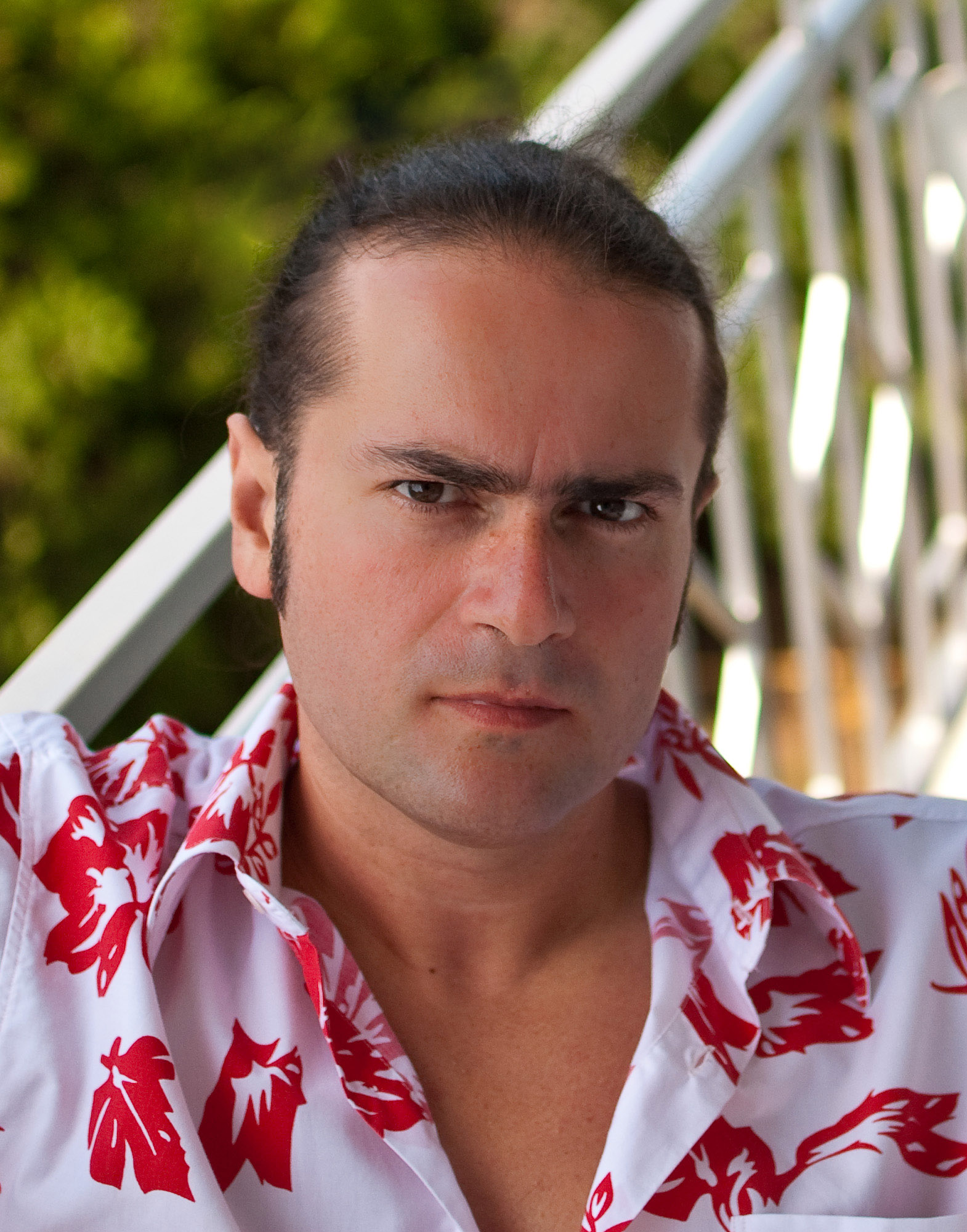
Sergey Galyonkin: un participant à la création de l'Epic Games Store.

Avant le lancement de l'Epic Games Store, les acteurs majeurs dans la distribution dématérialisée de jeux vidéo étaient essentiellement les boutiques des éditeurs, GOG.com et Steam, lequel, en 2012, était estimé être à l'origine de 75 % des ventes du marché des jeux sur ordinateur.
En 2017, le fondateur et PDG de Epic Games, Tim Sweeney, indiquait que Steam serait toujours rentable en prélevant 8 % de revenus par transaction en comparaison des 30 % prélevé à cette période.
L'Epic Games Store a été annoncée par Epic Games en décembre 2018 et a pour objectif de venir concurrencer Steam, leader du marché, en proposant aux studios et aux éditeurs de conserver une plus grande marge dans les revenus des ventes, par un prélèvement de l'ordre de 12 %,. Lors de son lancement, la plateforme est disponible sur PC et Mac et propose une dizaine de jeux. Elle propose également aux développeurs la gratuité de l'exploitation du moteur Unreal Engine pour les jeux qui seront proposés sur sa boutique,.  
Dès les premiers jours, Sergey Galyonkin manifeste son implication dans l'étude et la création de la boutique d'Epic Games grâce à son outil Steam Spy, qui lui a permis d'analyser la boutique de Steam pendant des années et ainsi d'évaluer l'efficacité des promotions, l'évolution des jeux dans le temps ainsi que ce qu'aiment les clients et les développeurs. Dans la foulée, il annonce également que des jeux seront offerts sur la plateforme toutes les deux semaines, démarrant cette série de jeux gratuits par le jeu de survie Subnautica. 
Ubisoft est le premier acteur majeur du monde du jeu vidéo à proposer ses réalisations sur la nouvelle boutique en ligne (en plus de sa propre boutique Uplay) en annonçant, en janvier 2019, vouloir y vendre son nouveau jeu The Division 2. Le vice-président d'Ubisoft, Chris Early, s'exprime plus tard à propos de Steam en expliquant : « Le modèle économique qu'ils ont, ce n'est pas réaliste. Cela ne représente pas l'état actuel du monde concernant la distribution de jeux vidéo ». À la fin du mois, Deep Silver annonce à son tour la sortie de son prochain titre, Metro Exodus, pour le mois de février sur la nouvelle boutique de Tim Sweeney. Dans le même mois, la boutique d'Epic Games décide d'adopter les mêmes conditions que son concurrent Steam pour son système de remboursement des produits : ne pas avoir plus de deux heures d'utilisation et effectuer la réclamation dans les 14 jours suivant l'achat. 
En octobre 2019, l'installateur du jeu vidéo Fortnite se transforme en une application portant le même nom que le studio américain, soit « Epic Games », et devient ainsi une boutique de distribution dématérialisée de jeux vidéo mobile. Il propose dès novembre 2019 un deuxième jeu sur cette boutique. 
La boutique dématérialisée commence à proposer des logiciels à partir de décembre 2020, à commencer par Spotify. D'autres suivent, notamment itch.io, Brave, Krita et KenShape. 
En juin 2022, cherchant à se différencier de son concurrent Steam, Epic annonce ouvrir sa porte aux jeux vidéo Web3, notamment en accueillant le jeu Grit, et devient ainsi la première plateforme de distribution de jeux vidéo majeure à proposer des titres intégrant des NFT.  
À partir du 7 décembre 2022, Epic Games déploie les comptes limités, visant à restreindre l'accès à certaines fonctionnalités pour les jeunes joueurs. En effet, à compter de cette date, la plateforme demande la date de naissance au détenteur du compte. Si la personne a indiqué avoir moins de 13 ans, un compte limité lui est automatiquement attribué et un processus d'autorisation parentale est requis,. 
À compter de mars 2023, Epic permet aux développeurs et éditeurs de publier eux-mêmes leurs jeux sur sa boutique. Dans son communiqué, l'entreprise liste les prérequis pour qu'un jeu soit autorisé : activer les succès Epic Games Store, être en accord avec la norme de notation d'âge utilisé par la plateforme, ne pas publier de contenu référencé comme interdit sur leur site, suivre les recommandations en matière de qualité et, pour les jeux multijoueur, être compatible entre toutes les boutiques PC afin que tous les joueurs puissent jouer ensemble. 
Dans l'optique d'attirer toujours plus de contenu numérique sur sa boutique, Epic Games lance son programme « Avant-premières Epic » le 16 octobre 2023. Ce programme propose aux développeurs et aux éditeurs d'obtenir 100 % des revenus en échange de l'exclusivité de leurs contenu pendant les six premiers mois,. Dans le même temps, un deuxième programme apparaît dans les fonctionnalités du site : « Maintenant sur Epic ». Dans celui-ci, les studios sont incités à apporter au moins trois de leurs déjà disponibles ailleurs afin d'également récupérer 100 % des revenus sur les six premiers mois de leur disponibilité sur l'Epic Games Store,.

## Sortie sur mobile

### Sortie sur iOS
Epic Games annonce le 25 janvier 2024 son projet de lancer l'Epic Games Store sur iOS pour proposer une alternative à l'App Store d'Apple, qui doit notamment proposer le jeu Fortnite. Cette déicision fait suite au changement de politique d'Apple en ce qui concerne la distribution d'applications dématérialisées sur son système d'exploitation. 

### Sortie sur Android
En octobre 2024, le juge fédéral américain James Donato donne raison à Epic Games dans son litige avec Google. Aux États-Unis et pour au moins trois ans à compter du 1er novembre 2024, Google n’est plus autorisé à bloquer le téléchargement de l'Epic Games Store et des autres magasins d’applications tierces sur Android, ils peuvent même être accueillis sur le magasin en ligne Google Play. L'Epic Games Store devrait sortir en 2025 sur la boutique. Par ailleurs, les développeurs ne sont plus obligés de verser une commission de 30 % à Google ou d’utiliser la facturation et la tarification de Google Play. L’entreprise multinationale ne peut d’ailleurs plus payer les développeurs pour lancer des applications en avance ou exclusivement sur Google Play. Cette mesure concerne aussi les fabricants de smartphones et opérateurs téléphoniques qui préinstallent Google Play ou empêchent l'installation de boutiques rivales (dont l'Epic Games Store). Enfin, la firme ne doit plus empêcher les développeurs de rediriger leurs clients vers des options de paiements externes (où les 30 % de commission ne s'appliquent plus). Google fait aussitôt appel de cette décision, estimant qu'elle « nuir[a] aux consommateurs, aux développeurs et aux fabricants d'appareils américains ». 

## Réception
Certains journalistes notent le « casse-tête » que représente la multiplication des boutiques de distribution de jeux vidéo en ligne pour les joueurs, du fait que ceux-ci doivent cumuler les comptes sur les diverses plateformes pour pouvoir jouer aux jeux qu'ils possèdent.
La stratégie du studio de Fortnite d'acquérir des exclusivités ne plaît pas à tous les joueurs, comme le montrent leurs réactions après l'annonce de l'arrivée du jeu Metro Exodus en exclusivité sur l'Epic Games Store. Mécontents de voir la série de jeux s'exiler sur une plateforme concurrente, les joueurs procédèdent à une action de « review bombing » (action de poster de mauvaises notes) sur les autres jeux de la série présents sur Steam,.
L'ouverture de la plateforme semble être, pour nombre de professionnels, le concurrent qu'ils attendaient. Tout d'abord, les studios ont du mal à faire face à la saturation que représente la boutique de Steam, qui a accueilli pas moins de 4 727 nouveaux titres en 2016. Les éditeurs cherchent ainsi à obtenir une plus grande visibilité en publiant leurs jeux chez Epic, qui permet une mise en avant facilitée par son catalogue réduit. De plus, l'offre de commission à 12 % contre 30 % chez Steam est une aubaine pour les développeurs, qui espèrent également que cela fera réagir le leader du marché. Malgré cela, « Steam demeure incontournable », notamment grâce à certaines fonctionnalités qu'il propose (accès anticipé, avis sur les jeux, etc.), la taille du public qu'il touche et par sa disponibilité en Chine.
Gabe Newell, l'un des fondateurs de Steam, s'exprime à ce sujet et salue l'arrivée d'un nouveau concurrent : « La compétition dans les boutiques de jeux vidéo est géniale pour tout le monde. Cela nous force à rester honnêtes et à ce que les autres soient honnêtes ». Il dit également que, à court terme, la compétition est « moche » et fait passer Steam pour une mauvaise entreprise.

## Chiffres

### Fréquentation et recettes
| Année | Nombre de comptes Epic (en millions) | Nombre de clients sur PC (en millions) | Nombres d'utilisateurs actifs mensuels (en millions) | Pic d'utilisateurs actifs quotidiens (en millions) | Argent dépensé par les joueurs PC (en millions de dollars américains) | Argent dépensés par les joueurs PC dans des jeux non développés par Epic Games (en millions de dollars américains) |
| ----- | ------------------------------------ | -------------------------------------- | ---------------------------------------------------- | -------------------------------------------------- | --------------------------------------------------------------------- | --- |
| 2019  |                                      | 108                                    | 32                                                   | 16,3                                               | 680                                                                   | 251 |
| 2020  |                                      | 160                                    | 56                                                   | 31,3                                               | 700                                                                   | 265 |
| 2021  |                                      | 194                                    | 62                                                   | 31,1                                               | 840                                                                   | 300 |
| 2022  | 723                                  | 230                                    | 68                                                   | 34,3                                               | 820                                                                   | 355 |
| 2023, | 804                                  | 270                                    | 75                                                   | 36,1                                               | 950                                                                   | 310 |

### Évolution du catalogue
| Année | Nombre de jeux PC disponibles | Nombre de jeux offerts gratuitement chaque semaine | Nombre de jeux gratuits hebdomadaires réclamés (en millions) | Valeur totale des jeux offerts chaque semaine (en dollars américains) | Score OpenCritic moyen sur tous les jeux gratuits |
| ----- | ----------------------------- | -------------------------------------------------- | ------------------------------------------------------------ | --------------------------------------------------------------------- | ------------------------------------------------- |
| 2019  | 190                           |                                                    |                                                              | 1455                                                                  |                                                   |
| 2020  | 471                           | 103                                                | 749                                                          | 2407                                                                  | 77 %                                              |
| 2021  | 922                           | 89                                                 | 765                                                          | 2120                                                                  | 76 %                                              |
| 2022  | 1 548                         | 99                                                 | 700                                                          | 2240                                                                  | 75 %                                              |
| 2023  | 2900                          | 86                                                 | 586                                                          | 2055                                                                  | 75 %                                              |

### Documents du procès contre Apple
Avec les révélations obtenues durant le procès opposant Epic Games à Apple en 2022, Steve Allison révèle fin 2023 que l'Epic Games Store n'est toujours pas rentable, et que son objectif pour le moment, selon lui, est toujours la croissance.
Les documents de ce même procès indiquent qu'Epic Games souhaite pouvoir s'accaparer 50 % des revenus de vente de jeux PC grâce à sa boutique. Dans le cas où Steam réagirait, la captation attendue serait de l'ordre de 35 %.
Lors de cette confrontation juridique, Epic révèle le « Project Moonshot », un plan décidé en novembre 2019. L'objectif en est d'atteindre le milliard de dollars de revenus en 2024 ainsi que d'obtenir de nouveaux utilisateurs actifs, en investissant massivement par salves dans la publicité et les exclusivités pour la plateforme. Le rapport révèle que certaines salves de ce projet ont été très rentables et au-delà des espérances de l'éditeur, par exemple lors des mois de mai et juin 2020, qui ont rapporté 25 millions de nouveaux utilisateurs (hors Fortnite) ainsi qu'un accroissement de l'engagement des joueurs atteignant 350 millions d'heures de jeu (également hors Fornite) ces deux mois. Le document de stratégie de l'entreprise pour 2020 montre la volonté des dirigeants de poursuivre leurs efforts pour atteindre l'objectif du projet Moonshot,.
Dans ce même contexte, il est révélé que lors des neuf premiers mois de l'existence de la boutique, Epic Games à payé 12 millions de dollars pour un total de 38 jeux gratuits ayant permis d'attirer 5 millions de nouveaux comptes. Ainsi, Subnautica a coûté 1,4 million de dollars pour plus de 800 000 nouveaux comptes, Super Meat Boy pour 50 000 dollars a généré 97 042 comptes, la collection Batman: Arkham pour 1,5 million de dollars a apporté 613 912 nouveaux comptes. Sans révéler combien le jeu Grand Theft Auto V a coûté à l'entreprise, il est montré lors du procès que la gratuité de ce titre a attiré plus de 7 millions de personnes à sa mise en ligne le 14 mai 2020.
Concernant les exclusivités, il est expliqué que l'éditeur de Fortnite a dépensé 146 millions de dollars pour l'exclusivité de six mois de Borderlands 3. Epic annonce avoir récupéré 80 millions de dollars lors des deux premières semaines de vente du jeu.